# Martin Höhener
Martin Höhener (* 23. Juni 1980 in Zürich) ist ein ehemaliger Schweizer Eishockeyspieler, der zuletzt beim SC Bern in der National League A unter Vertrag stand.

## Karriere
Der auf der Position des Verteidigers agierende Zürcher Martin Höhener spielte in seiner Jugend für die Kloten Flyers, für die er im Verlauf der Saison 1998/99 in der Nationalliga A debütierte. In seiner zweiten NLA-Saison etablierte er sich als Stammkraft und wurde anschliessend beim NHL Entry Draft 2000 in der neunten Runde an insgesamt 284. Position von den Nashville Predators ausgewählt. Höhener absolvierte noch drei weitere Saisons im Trikot der Kloten Flyers, ehe er für die Saison 2003/04 zum Genève-Servette HC wechselte. Diesen verliess der Linksschütze nach einem Jahr, um bei den ZSC Lions zu spielen, für die er zwei Saisons auflief. Es folgte ein Engagement beim Leventiner Club HC Ambrì-Piotta, ehe er 2007 nach Genf zurückkehrte und vier Spieljahre für diesen aktiv war. Während dieser Zeit erreichte er mit dem Club 2008 und 2010 zwei Mal die Schweizer Vize-Meisterschaft.
Zur Saison 2011/12 wurde er vom Stadtberner Verein SC Bern unter Vertrag genommen, mit dem er in seiner Debütsaison abermals das Playoff-Finale erreichte. Im Verlauf der folgenden Spielzeit zog sich der Verteidiger einen Wadenbeinbruch zu, welcher seine Einsatzzeit auf acht NLA-Spiele, davon vier leihweise beim HC Ambrì-Piotta, in der Qualifikation limitierte.

### International
Für die Schweiz nahm Höhener auf Juniorenebene an der U18-Junioren-Europameisterschaft 1998 und der U20-Junioren-Weltmeisterschaft 2000 teil. Auf Seniorenebene vertrat er sein Heimatland bei den Olympischen Winterspielen 2002 und der Weltmeisterschaft 2002.